# Pablo Mencía
Pedro  Pablo  Mencía Flores (n. Marale, Francisco Morazán, Honduras; 1 de diciembre de 1988) es un futbolista hondureño. Juega de delantero y su actual equipo es el Honduras Progreso de la Liga Nacional de Honduras.

## Clubes
| Club               | País     | Año             |
| ------------------ | -------- | --------------- |
| Atlético Municipal | Honduras | 2009 - 2013     |
| Parrillas One      | Honduras | 2014            |
| Honduras Progreso  | Honduras | 2014 - Presente |

## Palmarés

### Campeonatos nacionales
| Título          | Club              | País     | Año  |
| --------------- | ----------------- | -------- | ---- |
| Torneo Apertura | Honduras Progreso | Honduras | 2015 |